# Mexiko i olympiska sommarspelen 1932
Mexiko deltog med 32 deltagare vid de olympiska sommarspelen 1932 i Los Angeles. Totalt vann de två silvermedaljer.

## Medaljer

### Silver
- Francisco Cabañas - Boxning, flugvikt.
- Gustavo Huet - Skytte.